# Aeroportul Point Lay LRRS
Aeroportul Point Lay LRRS (IATA: PIZ, ICAO: PPIZ, FAA LID: PIZ) este un aeroport din Alaska, Statele Unite ale Americii. Aeroportul a fost tranzitat în 2019 de 4.186 de pasageri.
Situat la o altitudine de 8 m, aeroportul dispune de 1 pistă.

## Infrastructură

### Piste
Aeroportul dispune de o singură pistă. Pista 05/23 are suprafața de pietriș și dimensiunile 4.500 picioare × 100 picioare. 